# Свято-Покровська церква (Плішивець)
Свято-Покровська церква — церква в селі Плішивець Гадяцького району Полтавської області. Єдиний в Україні мурований дев'ятибанний храм, що зберігся до нашого часу. Рішенням виконкому Полтавської обласної Ради народних депутатів № 250 від 27.05.1969 р. будівлю взято під охорону держави, як пам'ятку архітектури місцевого значення. Постановою Ради Міністрів УРСР № 442 від 16.09.1979 р. Покровську церкву взято під охорону держави як пам'ятку архітектури республіканського значення за № 1478.

## Історичні відомості
Споруджувалася церква у 1902—1906 рр. Трудами архиєпископа Парфенія (Левицького) було висловлене побажання архітектору-художнику І. С. Кузнецову — храм мав бути мурованим і схожим на відомий дерев'яний Троїцький собор у місті Новомосковську (тепер Дніпропетровської області). Архітектор зміг не лише запроектувати в камені точну копію знаменитої козацької церкви, щоправда у зменшеному розмірі — 2/3 від об'єму оригіналу, але й удосконалив силует майбутнього храму.
По завершенні будівництва перед громадою постала монументальна дев'ятибанна споруда, що підіймалася на горі над р. Псел і яку було видно за багато кілометрів.
На початку 1930-х рр. релігійну громаду зняли з реєстрації, а церкву закрили. Дзвіниця та огорожа були розібрані і цеглу використали як будівельний матеріал. Розібрали також ґанки та фонтан із басейном.
Релігійна громада відновила діяльність під час тимчасової німецької окупації села в 1942 р. Під час німецько-радянської війни споруда постраждала від прямих попадань снарядів у південний бік будівлі, наслідком чого стали кілька наскрізних пробоїн у стінах. Була зареєстрована органами радянської влади 14.02.1948 р. за № 310. Для релігійних відправ використовувала приміщення колишньої церкви площею 150 кв. м. Громада була знята з державної реєстрації у 1960 р.
У 1989 р. розпочалися роботи по реставрації споруди за проектом архітекторів В. І. Касьяненка, В. А. Павленка, С. П. Петрової, (роботи були виконані неякісно і не в повному обсязі) а в 1990 р. вона була передана релігійній громаді УПЦ.

## Опис
Покровська церква — мурована, хрещата в плані, чотиристовпна, дев'ятикамерна, дев'ятибанна споруда. Всередині храму в вівтарі знаходяться дві квадратні, а всередині — дві круглі колони. Пірамідальність композиції підкреслюється заломами тісно поставлених одна до одної рівновеликих бань. Стіни оброблені плоскими лопатками, що завершуються декоративними карнизами, а вікна з напівкруглим завершенням декоровані обрамленням із лекальної цегли, виконаним у формах українського бароко.
У 1911 р. з північної сторони храму, поряд із існуючою дерев'яною, яка була згодом розібрана, спорудили муровану триярусну дзвіницю, а трохи пізніше територію навколо обгородили мурованою огорожею.
Відомий дослідник українського мистецтва та архітектури В. Чепелик характеризував споруду як єдиний в Україні храм, що був зведений у стилі Українського модерну.

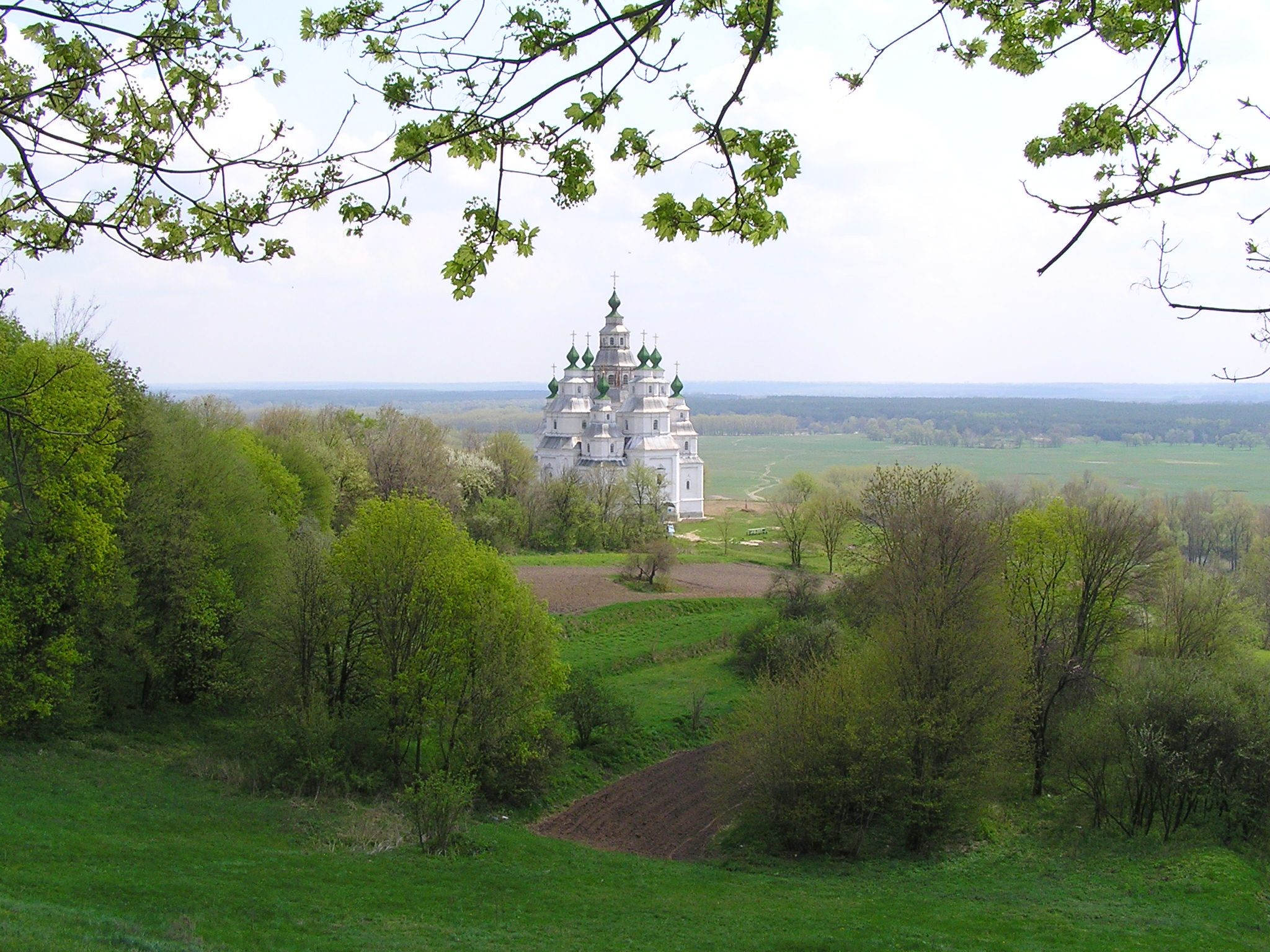
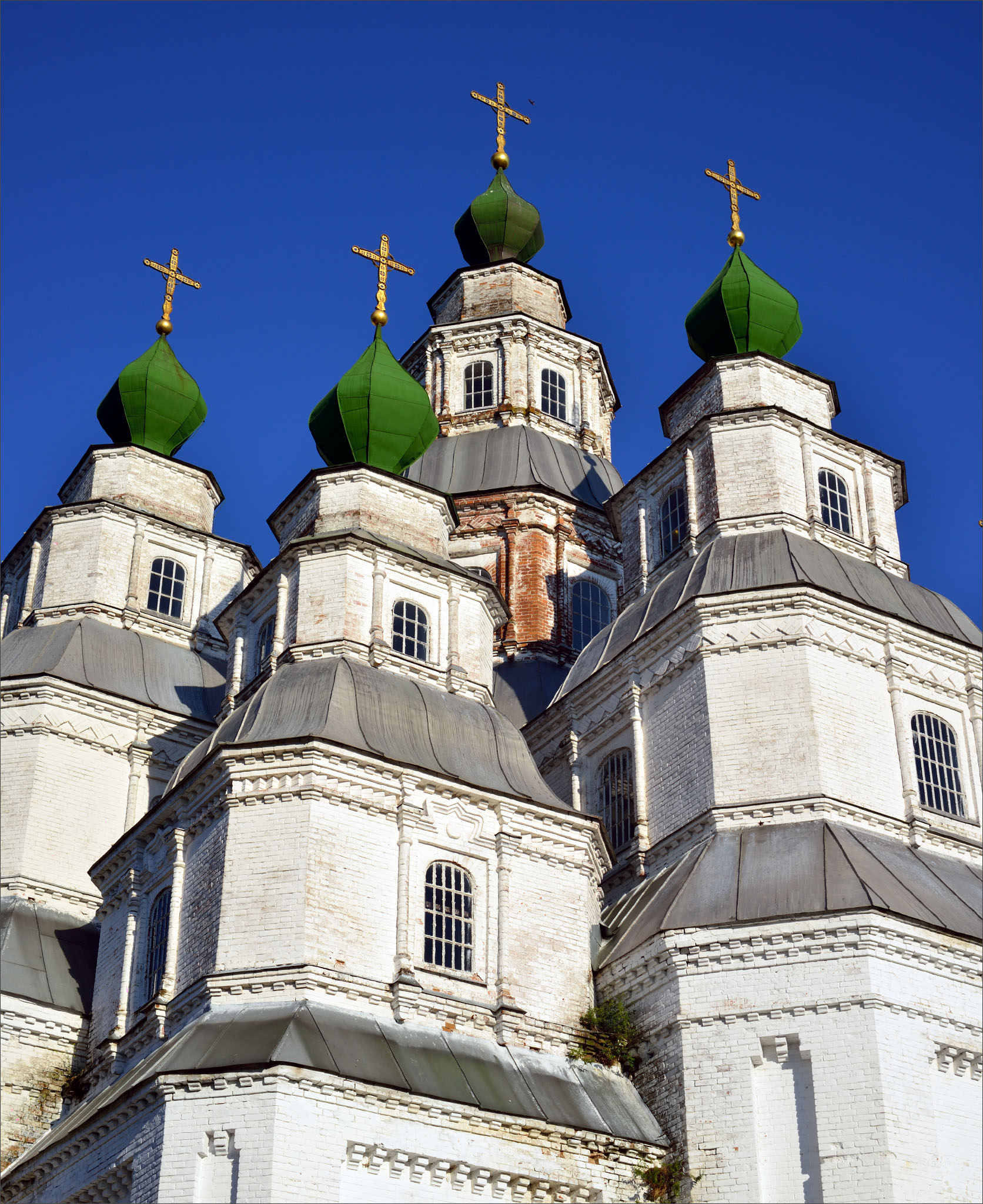
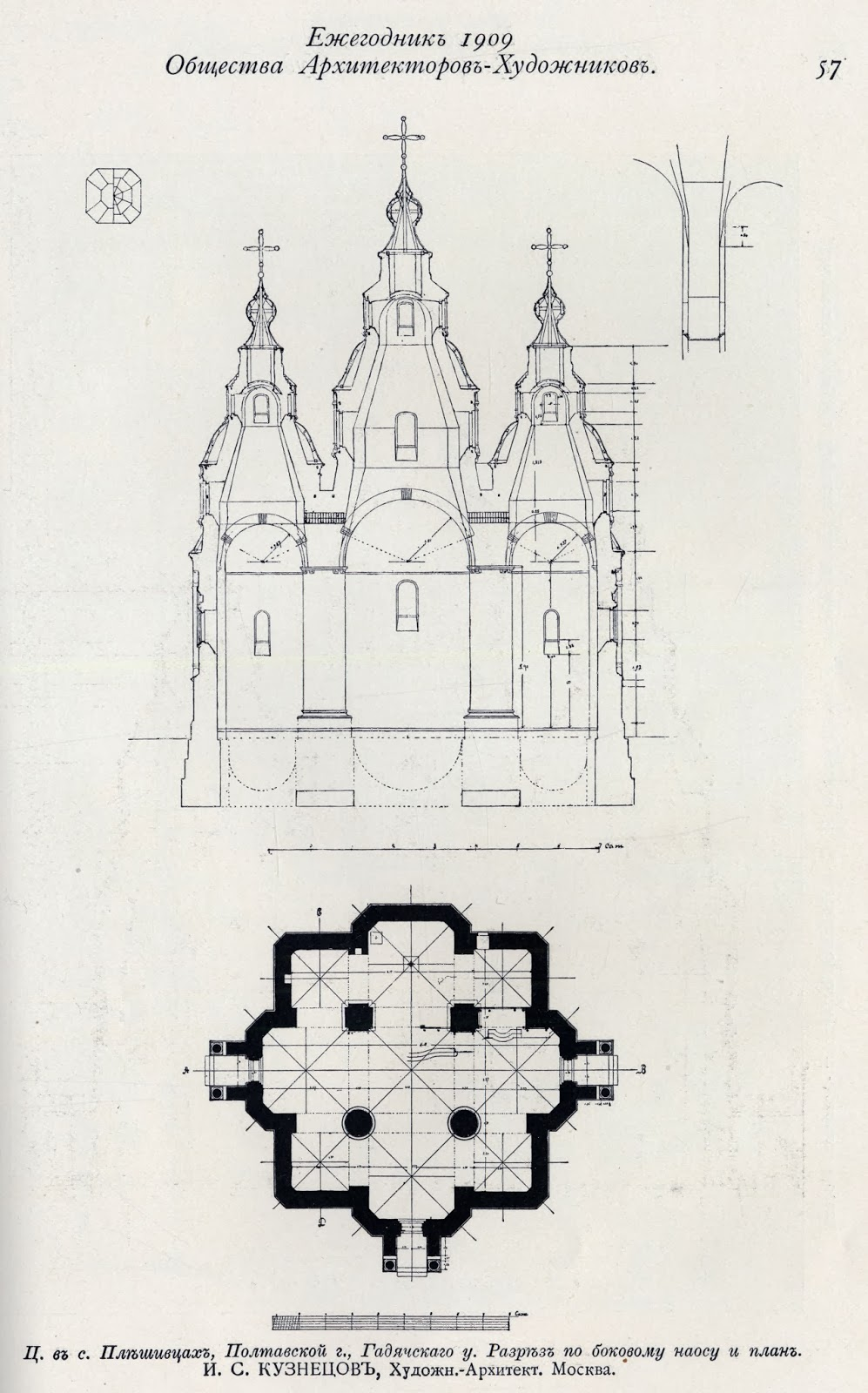
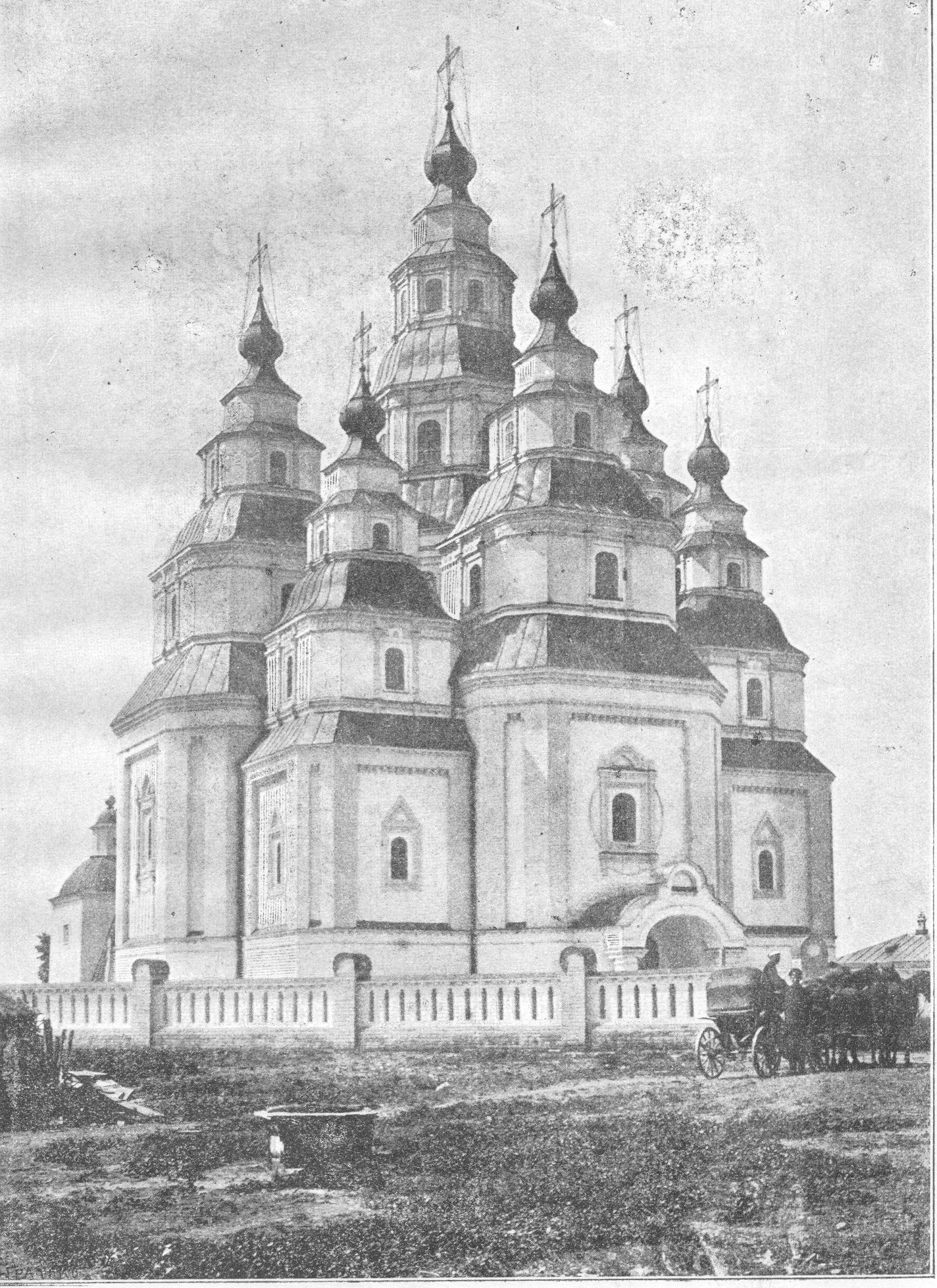

## Сучасність
- Релігійна громада зареєстрована органами державної влади 19.02.1993 р. за № 72 як громада Української Православної Церкви. Для релігійних відправ використовує приміщення церкви.
- При протоієреї Степану (Кавчак) відновлено куполи та хрести, побудовано криницю.
- При протоієреї Василю (Лило) відремонтовано 2/3 підлоги, закладено пробої в стінах, проведено частковий ремонт храму.
- На даний час громаду очолює протоієрей Роман Височанський. Встановлено паркан, проведено реконструкцію  дзвіницю 32 метри висоти, на 9 дзвонів та житлового корпусу. Встановлені іконостаси та завершено роботи з підлогою. З 25 грудня 2018 року на території діє Св. Покровський скит: настоятель архімандрит Вкнедикт Малета та іродиякон Гурій Ромас.У 2021 р. 20 січня скит реорганізовано в жіночий , старша сестра монахиня Соломія Дюкарева.Завершується реконструкція житлового корпусу. Реставрація та будівництво триває за рахунок релігійної громади. Діє сайт.